# Weddington
Weddington is een plaats (town) in de Amerikaanse staat North Carolina, en valt bestuurlijk gezien onder Mecklenburg County en Union County.

## Demografie
Bij de volkstelling in 2000 werd het aantal inwoners vastgesteld op 6696.
In 2006 is het aantal inwoners door het United States Census Bureau geschat op 9029, een stijging van 2333 (34.8%).

## Geografie
Volgens het United States Census Bureau beslaat de plaats een oppervlakte van
41,2 km², waarvan 40,9 km² land en 0,3 km² water. Weddington ligt op ongeveer 186 m boven zeeniveau.

## Plaatsen in de nabije omgeving
De onderstaande figuur toont nabijgelegen plaatsen in een straal van 12 km rond Weddington.